# 草加煎餅

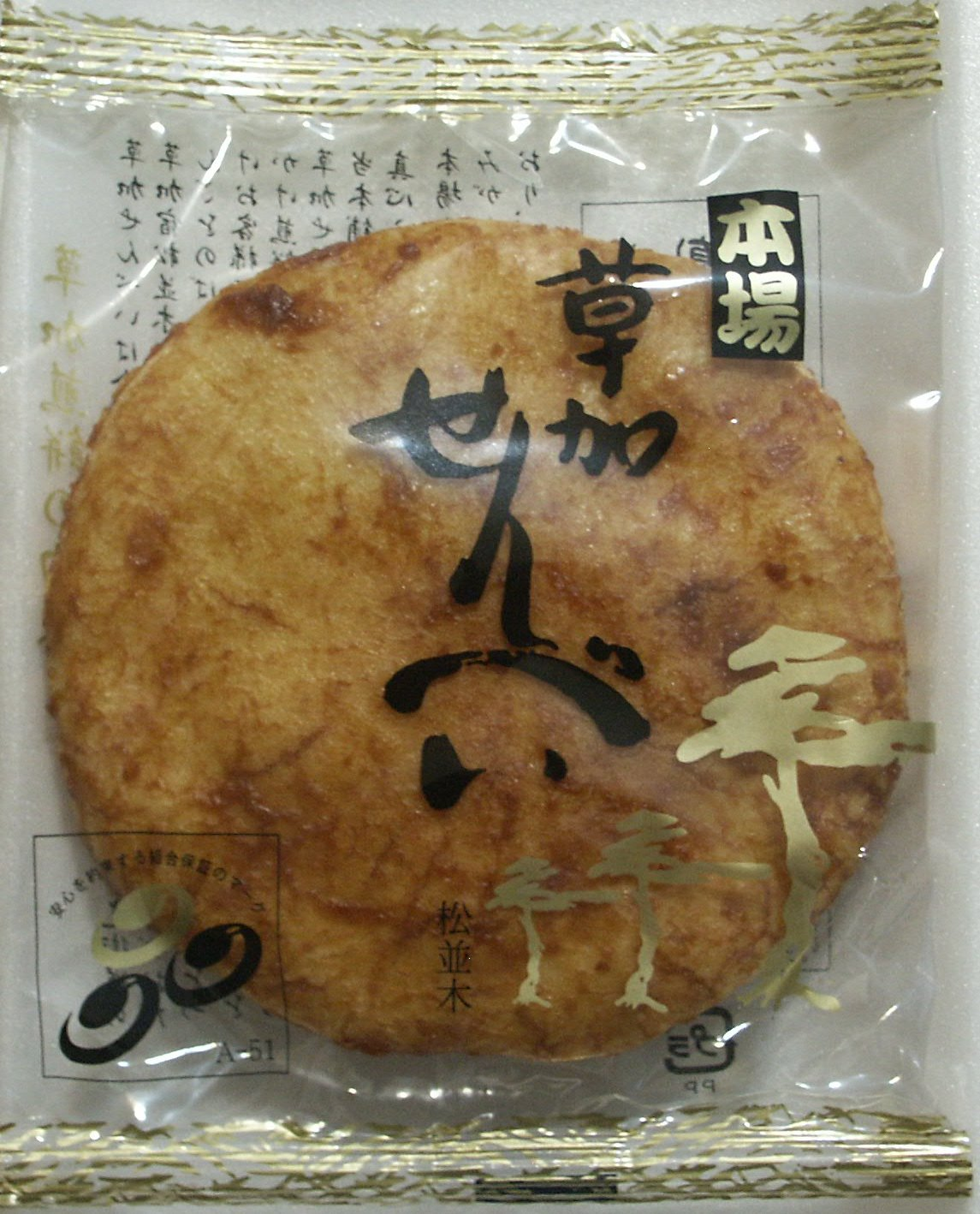
草加煎餅（小分け包装例）

草加煎餅（そうかせんべい、又は「草加せんべい」）とは、日本の煎餅のひとつであり、埼玉県草加市の名産品である。また草加煎餅協同組合・草加地区手焼煎餅協同組合の地域団体商標（登録商標第5053366号）である。

## 発祥

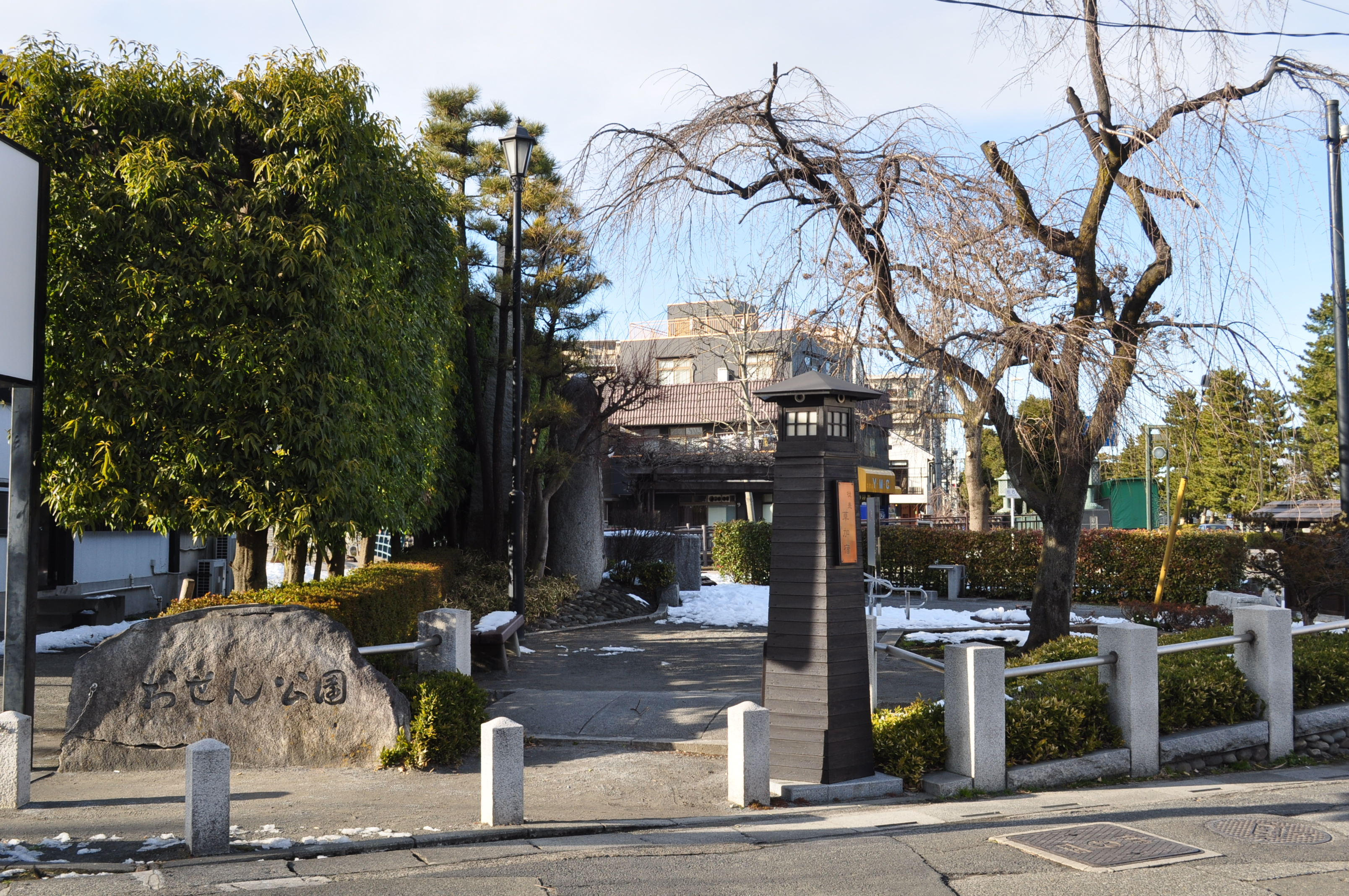
おせん公園（2018年1月26日撮影）

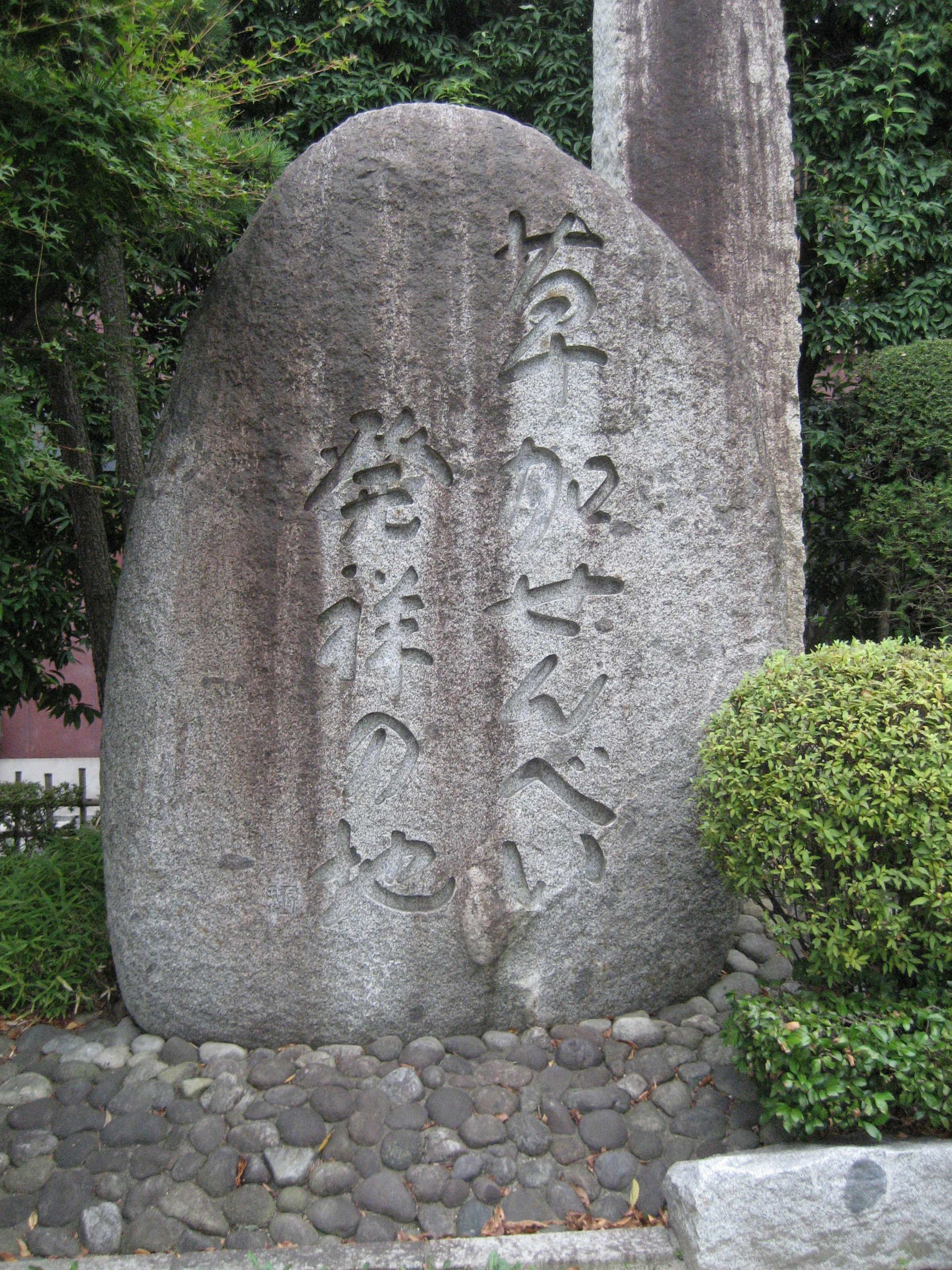
おせん公園内の「草加せんべい発祥の地碑」

うるち米が原料のせんべい。硬めでぱりっとした食感が人気である。草加煎餅の発祥については草加市の公式サイトでは、米を団子状にしてから乾燥させ保存食としていたものを、江戸時代に草加宿で販売したのが発祥としている。また、江戸時代に日光街道の草加宿にあった茶屋で売り出した団子の売れ残りを「おせんさん」という人物が団子を平たく伸ばして、それを焼いて売り出したとする俗説もある。

## 地理的条件と広まり
草加は、米どころで醤油の名産地である現在の千葉県野田市からも近く（野田の醤油醸造）、江戸時代は日光街道の草加宿の宿場町として、多数の往来があった。大正時代には大正天皇も食したことから「皇室が召し上がった美味しい草加の煎餅＝草加せんべい」とされ、街道の名物ともなり、広く「煎餅」として知られるようになった。第二次世界大戦後になると、この名を使用した業者が草加市在住以外の日本全国で使用が横行したため、商標を登録することとなった。
2010年代においても、草加市内には煎餅の製造所や販売所は60軒以上存在している。
2000年（平成12年）5月5日には、埼玉新聞社の「21世紀に残したい・埼玉ふるさと自慢100選」に選出された。